# 摩擦係數穩定劑
摩擦係數穩定劑 (Friction Coefficient Stabilizer) 廣義而言泛指用於降低並同時穩定摩擦係數的潤滑披覆劑。在緊固件的應用範疇中，摩擦係數穩定劑可促進緊固件攻牙的速度，降低鎖入扭力 (Tightening Torque) 及增進緊固件在震動擺動環境下的鎖緊力 (Clamping Force)。由於其能夠有效降低量產緊固件間摩擦係數值的變異差，因此大幅提升了緊固件的整體品質與機件組裝後之安全性，更可進一步滿足預置扭矩與自動化組立設定的需求。
隨著自動化組立之普及化，以及人類對於產品性能與安全要求日趨嚴苛，許多知名歐美汽車廠與其他行業的製造商，會要求他們的產品零件如螺絲、螺栓、螺母、墊圈、華司與其他扣件、緊固件…等，在表面處理流程最末施作摩擦係數穩定披覆的工藝。

## 摩擦係數穩定劑與減摩劑之差異
與一般所說的減摩劑 (FM, Friction Modifier) 不同的是，凡是能降低摩擦的油性添加劑或固體潤滑劑皆可稱作減摩劑，但其並不一定具備穩定與控制摩擦係數之功能。而「摩擦係數穩定劑」不但能降低摩擦係數，更重要的是能滿足緊固件設計者及規範中，對於緊固件 所設定的特定摩擦係數值，將摩擦係數的離散度控制在一個極小的偏差範圍。

## 預置扭矩
指摩擦係數可預設，因此零件在組裝時不會因扭矩過荷或不足造成的問題。在汽車及許多機械裝配的過程中，通常用已設定好的扭矩來鎖緊螺絲。

F  = M / (μ * f )
F為 鎖緊力, M為鎖緊扭矩, μ為摩擦係數, f 為比例因數

從上面鎖緊力公式中可看出，若螺絲的扭矩固定，而摩擦係數的平均偏差很高，那麼預張力的波動就會很大，這樣的大波動是螺絲設計者或品保經理所不樂見的。因為摩擦係數過低，易導致扭矩過荷而產生螺絲損傷;摩擦係數過高，則可能因鎖緊力不足而使螺絲連接產生鬆脫危機。根據德國汽車工業協會所制定的VDA 235-101 標準: 一般而言汽車工業用緊固件的摩擦系數範圍值為 μtot 0.09 到 0.14之間。部分摩擦係數 (μb, μth)，考慮到測量的不確定性，仍不應低於0.08或高於0.16。而整體摩擦係數的最佳均值應為 μtot 0.12。
以車輛輪圈中心的螺拴為例: 若緊固扭距不足，在車輛長時間行駛下將造成在內部零件間出現明顯的相對運動，進而加速輪圈相關部件的磨損，嚴重時將甚至會影響行車安全。

## 外部連結
德國汽車工業協會(VDA)官方網站 （页面存档备份，存于）

## 註腳
1. ↑  Volkswagen AG Requirements TL 521 32: Lubricant for Threaded Fastening Elements with Electrolytically Applied Coatings or those of Stainless Steel
2. ↑  GM Europe Engineering Standards GME 00252: Electrolytically Deposited Metallic Coatings (General Specification for All Vehicle)
3. ↑  Volvo Standard STD 1271, 47/VSC 1271, 479: Sealer (Threaded Parts)
4. ↑  BMW Group Standard GS 90010-1: Types of Surface Protection for Metallic Materials
5. ↑  BMW Group Standard GS 90003-1/GS 90003-2: Tightening torques/clamping forces for screws and nuts with metric thread; Drawing entry, clamping forces and tightening torques, tightening procedures
6. ↑  德國汽車工業協會: The German Association of the Automotive Industry or VDA (German: Verband der Automobilindustrie e. V.)
7. ↑  μtot: 整體摩擦係數 (German: μges)
8. ↑  μb: 承面摩擦係數
9. ↑  μth: 螺紋摩擦係數